# Bøgebjerg (Viby Sogn)
 For alternative betydninger, se Bøgebjerg. (Se også artikler, som begynder med Bøgebjerg)
Bøgebjerg er dannet i 1748 af Peder Pedersen Juel og er nu en avlsgård under Hverringe Gods. Gården ligger på halvøen Hindsholm i Viby Sogn, Bjerge Herred, Kerteminde Kommune. Hovedbygningen er opført i 1845.
Bøgebjerg er på 281,5 hektar

## Ejere af Bøgebjerg
- (1748-1779) Peder Pedersen Juel
- (1779-1857) Hans Rudolf Gregersen Juel
- (1857-1875) Hans Juel
- (1875-1878) Niels Rudolf Juel
- (1878-1923) Hans Rudolf Juel
- (1923-1959) Niels Rudolf Juel
- (1959-1990) Ellen Nielsdatter Juel gift Reventlow
- (1990-2009) Niels Otto Rudolph Juel greve Reventlow
- (2009-) Alexander Juel greve Reventlow